# Madeleine Blocher-Saillens
Pour les articles homonymes, voir Blocher.
Madeleine Blocher-Saillens, née le 27 avril 1881 à Marseille et morte le 19 avril 1971 à Nogent-sur-Marne, est une pasteure évangélique chrétienne baptiste et la première femme à avoir été consacrée pasteure en France. Elle a exercé son ministère dans une Église baptiste et a écrit des livres d'édification chrétienne.

## Biographie
Madeleine Saillens est née le 27 avril 1881 de Ruben Saillens, un pasteur revivaliste auteur de nombreux cantiques.
En 1920, elle devient engagée dans l'Église baptiste du Tabernacle de Paris, fondée par son père en 1888, en compagnie de son époux, Arthur Blocher, pasteur alsacien.
Elle est nommée pasteure par l'Église baptiste du Tabernacle de Paris, en décembre 1929, ce qui fait d'elle la première femme pasteure en France. Sa nomination est proposée par le conseil de l'église à l'assemblée des membres, et presque unanimement ratifiée par celle-ci.
En 1928, elle ouvre avec son mari une chapelle dans un bidonville de Montreuil, au nord de Paris.
En 1933, elle fonde une colonie de vacances pour les enfants dans l’Aube (département).
Elle a donné des cours de théologie à l'Institut biblique de Nogent, fondé par son père.
Elle est l'autrice de plusieurs ouvrages de piété, de théologie et de témoignage. Elle prit sa retraite de pasteure en 1952 (à 71 ans) et continua à écrire pendant une douzaine d'années.

## Vie privée
Elle est l'épouse d'Arthur Blocher et ils ont cinq enfants, dont Jacques Blocher, pasteur baptiste. Elle est la grand-mère d'Henri Blocher, théologien baptiste et professeur honoraire de théologie.

### Écrits
- La Cachette. Épisode des persécutions religieuses sous Marie Tudor. Imité de l'anglais par Mme A. Blocher, née Saillens, 1904.
- Pour mieux suivre Jésus, simples conseils aux nouveaux convertis, 1934.
- Par la foi, le triomphe, Les Bons Semeurs, Paris, 1935.
- Témoin des années noires: journal d'une femme pasteur, 1938-1945, Éditions de Paris / Max Chaleil, 1998.
- L'Incomparable ! : Méditations sur le Psaume 23 et le Cantique des cantiques, Les Bons Semeurs, Paris, 1955.
- Les Œuvres du diable, 1955.
- Les sept paroles de la Croix, Les Bons Semeurs, Paris, 1956.
- Quelle heure est-il à l'horloge d'Israël?, Les Bons Semeurs, Paris, 1957.
- Libérées par Christ pour Son service, chez l'Auteur, Nogent-sur-Marne, 1961. Actuellement distribué par les Éditions de l'Institut Biblique (Nogent-sur-Marne).
- Par la foi, le triomphe : 2e édition... enrichie de nouvelles preuves de la fidélité de Dieu avant, pendant et après la deuxième guerre mondiale, 1964.
- [Journal autobiographique] Une femme dans la grande guerre. Journal de Madeleine Blocher-Saillens, Éditions Ampelos, 2014  (ISBN 978-2356180810)

### Traduction
- Ada Lee, une princesse hindoue, la vie de Chundra Lela, 1911.